# Froschgrund

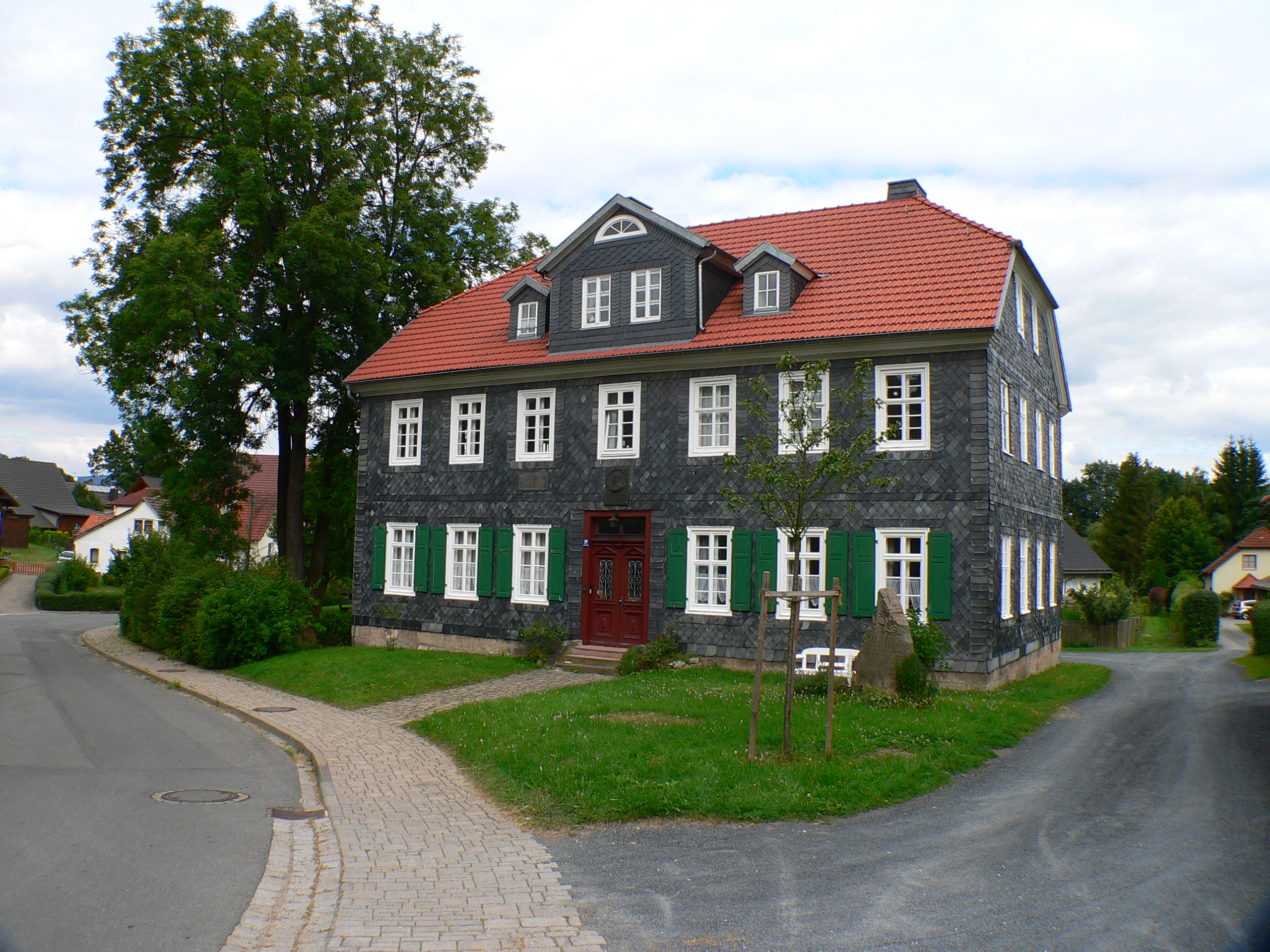
Alte Schule in Weißenbrunn

Froschgrund war eine Gemeinde im Landkreis Coburg, Oberfranken, Bayern. Verwaltungssitz war Weißenbrunn.

## Geschichte
Die Gemeinde Froschgrund entstand am 1. Januar 1971, zu Beginn der großangelegten Gebietsreform in Bayern. Sie war ein Zusammenschluss der bis dahin selbständigen Gemeinden Fischbach, Fornbach, Mittelberg, Schönstädt, Waltersdorf und Weißenbrunn vorm Wald.
Im Jahr 1975 wurden Pläne der Regierung von Oberfranken bekannt, Froschgrund nach Rödental einzugemeinden. Bei einer Bürgerbefragung stimmten von 713 Bürgern 705 für die Eigenständigkeit. Eine Petition an den Bayerischen Landtag, eine Klage vor dem Bayerischen Verwaltungsgerichtshof und eine Verfassungsklage beim Bundesverfassungsgericht waren erfolglos.
Am 1. Mai 1978 wurde die Gemeinde aufgelöst und in die Gemeinde Rödental eingegliedert, die am 23. September 1988 zur Stadt erhoben wurde.

## Einwohnerzahlen der ehemals selbständigen Gemeinden
- Die Einwohnerzahlen von 1970 entstammen dem Ergebnis der Volkszählung am 27. Mai 1970 (Bayerisches Landesamt für Statistik).
- Die Einwohnerzahlen der Rödentaler Ortsteile des Froschgrundes beziehen sich auf den Stand vom 31. Dezember 2017 (Melderegister).[5]
- Die Flächen der ehemaligen Gemeinden entstammen dem Amtlichen Gemeindeverzeichnis für die Bundesrepublik Deutschland 1950 (Statistisches Bundesamt).[6]

| Ehemalige Gemeinde    | Fläche km² | Einwohner 1970 | Einwohner 2017 | Bemerkung     | WGS-84                      |
| --------------------- | ---------- | -------------- | -------------- | ------------- | --------------------------- |
| Fischbach             | 0,48       | 139            | 93             |               | 50° 20′ 26″ N, 11° 2′ 8″ O  |
| Fornbach              | 3,09       | 69             | 41             | mit Taimbach♁ | 50° 20′ 19″ N, 11° 0′ 18″ O |
| Mittelberg            | 1,64       | 313            | 236            |               | 50° 19′ 57″ N, 11° 1′ 55″ O |
| Schönstädt            | 1,16       | 89             | 54             |               | 50° 20′ 42″ N, 11° 1′ 41″ O |
| Waltersdorf           | 2,18       | 120            | 71             | mit Gereuth♁  | 50° 19′ 26″ N, 11° 1′ 55″ O |
| Weißenbrunn vorm Wald | 4,30       | 355            | 243            |               | 50° 21′ 21″ N, 11° 0′ 30″ O |
| Froschgrund           | 12,85      | 1085           | 738            |               | 50° 20′ 30″ N, 11° 1′ 43″ O |